# 크리스티안 틸레만
크리스티안 틸레만(Christian Thielemann, 1959년 4월 1일 ~)은 독일의 지휘자이다. 2012년부터 2024년까지 드레스덴 국립 관현악단의 수석지휘자로 재직하였다. 2013년부터 2022년까지 잘츠부르크 부활절 축제의 예술 감독, 2015년부터 2020년까지 바이로이트 축제의 음악감독이었다. 2000년부터 2022년까지 바이로이트 페스티벌에서 공연된 리하르트 바그너의 10개 작품 모두를 지휘하였는데, 이는 19세기에 지휘자로 활동하던 펠릭스 모틀 이후로는 처음이다. 또한 빈 필하모닉과 베를린 필하모닉의 주요한 객원 지휘자이기도 하다. 2020년 드레스덴에 있는 칼 마리아 폰 베버 음악 대학의 명예교수로 임명되었다.  2024년 9월 베를린 국립 오페라 및 베를린 슈타츠카펠레의 음악감독으로 부임할 예정이다.
현재 포츠담의 바벨스베르크에 거주하고 있다. 

### 발자취
베를린의 빌모스도어프에서 한스 틸레만과 지빌레 틸레만의 외아들로 태어나 베를린의 슐라흐텐제에서 자랐다. 아버지는 서독 철강 회사의 베를린 사무소에서 주요 직책을 맡았다. 어머니는 포메라니아 장교 집안 출신으로 약사였다. 할아버지인 게오르크 틸레만은 제1차 세계 대전 전에 제과 장인으로 라이프치히에서 베를린으로 왔으며 전쟁 중에 궁정 오페라 운터 덴 린덴에서 무대 담당자로 일하였다. 5세 때 피아노 레슨을 받고 비올라를 공부하였다. 19세에 베를린 도이치 오페라에서 코레페티토어로 경력을 시작하였고 동시에 베를린에서 헤르베르트 폰 카라얀의 조수로 경력을 시작하였다. 1985년에는 라인 도이치 오페라의 제1 카펠마이스터가 되었고 1988년에는 뉘른베르크 국립 극장의 음악 총감독이 되었다. 그곳에서 당시 독일의 최연소 음악 총감독은 트리스탄의 공연으로 예술적 돌파구를 마련하였다. 1997년에 그는 베를린 도이치 오페라에 부름을 받았고 2004년 여름에 오케스트라 예산 증액 요구가 받아들여지지 않자 음악 총감독으로서의 계약을 종료하였다. 2004년 9월에 뮌헨 필하모닉의 수석지휘자가 되어 2011년 상반기까지 역임하였고, 2012년 9월 드레스덴 국립 관현악단의 수석지휘자가 되어 2024년 상반기까지 재임한 후 물러날 예정이다. 
국제적으로 특히 경력 초기에 이탈리아에서 자주 활동하였기 때문에 1993년 볼로냐 시립 극장의 첫 번째 객원 지휘자가 되었다. 1987년 볼프강 아마데우스 모차르트의 코지 판 투테로 빈 국립 오페라 극장에 데뷔하였다. 런던의 코번트가든 로열 오페라 하우스에서 그는 예누파, 엘렉트라, 장미의 기사, 이집트의 헬레나, 한스 피츠너의 팔레스트리나를 지휘하였다. 또한 메트로폴리탄 오페라에서 장미의 기사, 그림자 없는 여인, 아라벨라를 지휘하였으며, 시카고 리릭 오페라에서 뉘른베르크의 마이스터징어의 신작을 지휘하였다.
그는 최근 선택된 오케스트라와 몇 개의 오페라 하우스에 집중하였다. 특히 리하르트 바그너의 작품과 그의 리하르트 슈트라우스 레퍼토리의 수많은 성공적인 연주를 하였다. 오페라 문학에서 그의 범위는 아르놀트 쇤베르크의 모세와 아론과 한스 베르너 헨체의 홈부르크의 왕자로 확장되었다.
2000년 바그너의 뉘르베르크의 마이스터징어로 바이로이트 축제에서 데뷔하였다. 2001년에는 파르지팔을, 2002년에는 탄호이저의 신작을 지휘하였다. 2006년부터 2010년까지 바이로이트 축제에서 탕크레트 도르스트 감독이 연출한 반지를 지휘하였고, 2012년에는 방황하는 네덜란드인을 지휘하였다. 2015년에는 바이로이트에서 트리스탄과 이졸데를 2018년부터 로엔그린의 지휘를 맡았다. 2015년 6월 29일, 이미 2015년 3월 15일 5년 계약의 임기로 바이로이트 축제의 음악감독으로 임명되었으며 이는 바이로이트 음악축제 역사상 첫 사례이다. 오랜 축제 감독인 볼프강 바그너가 사망한 후 이미 축제 운영의 음악 고문이었다. 2020년에 더 이상의 연장 없이 그의 음악감독 계약이 만료되었다. 
2019년 빈 필하모닉과 빈 신년음악회를 지휘하였으며, 2024년 신년음악회에 다시 등장할 예정이다.
2021년 5월 10일, 작센 주 문화관광부 장관은 작센 슈타츠카펠레 드레스덴의 수석지휘자로서의 계약이 2023/24 시즌을 끝으로 더 이상 연장되지 않을 것이라고 발표하였다. 
2023년 9월 27일, 베를린 의회와 베를린 국립 오페라단은 2024년 9월 1일부터 틸레만이 베를린 국립 오페라 및 베를린 슈타츠카펠레의 음악감독을 맡을 예정이라고 발표하였다.